# 洋菓子店コアンドル
『洋菓子店コアンドル』（ようがしてんコアンドル）は、2011年公開の日本映画。監督は深川栄洋。
キャッチコピーは『甘くない人生に、ときどきスイーツ。きっと幸せになれる。』。

## ストーリー
東京で評判の洋菓子店「パティスリー・コアンドル」。この店のオーナーでシェフパティシエの依子のもとに大きな荷物を持った鹿児島弁の田舎娘、なつめがやってくる。彼女はパティシエ修行中だという恋人、海を追って上京したというが、海はとっくにこの洋菓子店を辞めていた。行き場の無いなつめだったが、この店のケーキに惚れ込んでしまい、実家がケーキ屋であることをアピールしてなんとか雇ってもらおうと奮闘する。そこでかつて伝説のパティシエと呼ばれ現在は評論家の十村と出会う。

## キャスト
- 臼場なつめ：蒼井優
- 十村遼太郎：江口洋介
- 依子・ウィルソン：戸田恵子
- 佐藤マリコ：江口のりこ
- ジュリアン・ウィルソン：ネイサン・バーグ
- 海千尋：尾上寛之
- 花村（十村）マキ：粟田麗
- 十村由実：山口朋華
- Le mondeオーナー：嶋田久作
- 芳川さん：加賀まりこ
- 芳川忠男：鈴木瑞穂
- なつめの祖母：佐々木すみ江
- イアン・ムーア、山村美智、武発史郎、あじゃ、阿部六郎、岩井七世　ほか

## スタッフ
- 監督：深川栄洋
- 脚本：深川栄洋、いながききよたか、前田こうこ
- 音楽：平井真美子
- 主題歌：ももちひろこ「明日、キミと手をつなぐよ」（ユニバーサルJ）

- 撮影：安田光
- 照明：中村裕樹
- 録音：林大輔
- VE：さとうまなぶ
- 特機：度会誠司
- 美術：岩城南海子
- 装飾：松田光畝
- スタイリスト：浜井貴子
- ヘアメイク：竹下フミ
- 編集：坂東直哉
- スクリプター：坂本希代子
- 助監督：菅原丈雄、佐藤竜憲、水波圭太、五十嵐友行、岡本未樹子
- 助監督応援：川村直紀
- 制作担当：野村邦彦
- 製菓総合監修：上霜考二
- 製菓総合指導：大川満
- 料理監修：木下幸治
- レストラン・サーヴィス監修：守木晃
- 特別協力：辻調グループ校
- 現像：IMAGICA
- 企画：前田浩子
- プロデュース：小榑洋史
- ラインプロデューサー：星野秀樹
- 企画・制作：アルケミー・プロダクションズ
- 制作プロダクション：ウィルコ
- 配給：アスミック・エース
- 製作：『洋菓子店コアンドル』製作委員会（ポニーキャニオン、関西テレビ放送、アスミック・エース、UM360、イトーカンパニー、東海テレビ放送）

## 出版
- 洋菓子店コアンドルの幸せレシピ（大和書房、ISBN 9784479920335）
- 蒼井洋菓子店 大好きスイーツ・ベスト88（マガジンハウス、ISBN 9784838722242）